# Бата (інструмент)

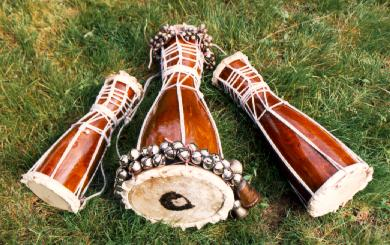
Барабани бата (з ліва направо: оконколо, ія, ітотеле)

Ба́та, род. відм. бати (batá чи bàtá) — барабан у формі піскового годинника, з двома мембранами.
Його використовує народ йоруба в ритуальних заходах аґбеґіджо. Ці барабани тісно пов'язані з міфологією йоруба, їм надають властивості живого. При виготовленні барабана проводять магічні обряди, таким чином вкладаючи душу інструменту.
Барабани можуть використовувати для спілкування: оскільки мова йоруба є тональною, то для передачі простого повідомлення достатньо трьох різних тонів барабана і переходів між ними.

## Різновиди бати
В традиційний ансамбль зазвичай входять три барабани:
- Оконколо (Okónkolo) — маленький барабан, з простою партією, який просто тримає ритм. Його зазвичай дають не дуже досвідченим виконавцям.
- Ітотеле (Itótele) — середній барабан. Він веде діалог із барабаном ія.
- Ія (Iyá) — великий барабан басового тону, грає головну партію ансамблю. На краях цього барабану, біля мембран закріплено бубонці. На ньому грає олубата — найдосвідченіший виконавець, що акомпанує співаку akpwon і задає мелодію решті музикантів.

## Будова бати
Бата може бути видовбаною із цілого стовбура дерева (традиційний африканський спосіб), або ж склеюванням із окремих планок. Зазвичай для виготовлення барабанів використовують тверді породи дерева.
По обидва боки бати натягують дві мембрани із тонкої шкіри (наприклад, козячої). В традиційних батах мембрани прикріплено і натягнуто смужками шкіри. В сучасних барабанах, які виготовляють промислово, використовують кріплення з плетеними синтетичними шнурами чи металеву систему кріплення.
На барабані грають сидячи, поклавши його на коліні перед собою. По великій мембрані enú зазвичай грають правою рукою, по меншій chachá — лівою.